# Savignac-les-Églises
Savignac-les-Églises település Franciaországban, Dordogne megyében. Lakosainak száma 947 fő (2022. január 1.). Savignac-les-Églises Saint-Jory-las-Bloux, Saint-Vincent-sur-l’Isle, Coulaures, Mayac, Cubjac-Auvézère-Val d'Ans, Sarliac-sur-l’Isle és Sorges-et-Ligueux-en-Périgord községekkel határos.

## Népesség
A település népessége az elmúlt években az alábbi módon változott:
| Lakosok száma | 625  | 722  | 853  | 946  | 969  | 975  | 972  | 934  | 938  | 947  |
|               | 1968 | 1982 | 1990 | 2006 | 2013 | 2015 | 2017 | 2019 | 2020 | 2022 |